# (15276) Diebel
(15276) Diebel (1991 GA10) – planetoida z grupy pasa głównego asteroid okrążająca Słońce w ciągu 4,63 lat w średniej odległości 2,78 j.a. Odkryta 14 kwietnia 1991 roku.